# Carmen Maria Cârneci
Carmen Maria Cârneci (n. 19 septembrie 1957, Racila, Gârleni, județul Bacău) este o compozitoare și dirijoare română.
După absolvirea liceului de muzică „Dinu Lipatti” din București în 1976, Carmen M. Cârneci a studiat compoziția la clasa profesorilor Dan Constantinescu, Ștefan Niculescu și Aurel Stroe, și dirijatul, avându-i ca mentori pe Constantin Bugeanu și Iosif Conta, la Universitatea Națională de Muzică din București, unde a primit și titlul de Doctor în muzică.
În perioada 1985-89 și-a continuat studiile ca bursieră DAAD la Staatliche Hochschule für Musik din Freiburg/Breisgau, printr-o specializare postuniversitară în compoziție - cu Klaus Huber, și dirijat - cu Francis Travis și Peter Babberkof. A obținut și alte burse oferite de Rosenberg Stiftung, Kunst-Stiftung Baden-Würtemberg, Heinrich von Ströbel Stiftung/Südwestfunk Baden-Baden, Künstlerhof Schreyahn, Die Höge, și a participat la cursuri de măiestrie susținute de Kurt Masur, Pierre Boulez, Peter Eötvös, ș.a.
Ca dirijoare, Carmen Maria Cârneci a colaborat cu ansambluri camerale (Coloratura, ensemble für neue musik zürich, Heidelberger Festival Ensemble, profectio initiative freiburg ș.a.) și orchestrale (Orchestra Radiodifuziunii din Baden-Baden, Orchestra Academică din Freiburg, Orchestra de Cameră Radio din București), evoluând pe multe scene europene și de peste ocean, dintre care unele celebre (Teatrul Scala din Milano, Opera de Stat din Stuttgart, Opéra Bastille din Paris ș.a.). În martie 1996 a dirijat la Neues Theater für Musik din Bonn prima versiune a operei sale de cameră „Giacometti” (compusă în 1992-1995).
Pentru Carmen Cârneci, „compoziția și dirijatul (interpretarea) au drepturi egale” - este principiul în baza căruia și-a construit și organizat viața profesională. A compus numeroase piese dedicate unor diverse ansambluri camerale, lucrări concertante, simfonice și vocal-simfonice, muzică de scenă (teatru), film și operă. Pentru compoziție a primit premii/distincții la Valentino Bucchi - Wettbewerb din Roma, Internationaler Komponistinnen-Wettbewerb din Mannheim, premiul WDR - Forum Junger Komponistinnen, ș.a., precum și două premii ale Uniunii Compozitorilor și Muzicologilor din România. I-au fost comandate lucrări de către instituții și festivaluri de renume precum Opera de Stat din Bonn (opera „Giacometti”), Donaueschinger Musiktage („Das Hohelied”), Gegenwelten-Festival din Heidelberg („-embER. die Stille, ich”), Tage der Neuen Musik – Zürich („Semanterion-Toaca”) ș.a., unele lucrări fiind selectate și interpretate în concertele anuale ale World Music Days din Luxemburg, Köln, Hong Kong, Zagreb.
Carmen Maria Cârneci a fost director artistic al edițiilor 2005-2006 ale festivalului internațional Săptămâna Muzicii Contemporane/Săptămâna Internațională a Muzcii Noi, București; actualmente este director executiv al Editurii Muzicale București, activând în paralel și ca dirijoare liber profesionistă. În decembrie 2005, la București, a pus bazele ansamblului de muzică contemporană „devotioModerna”. Este laureată a Academiei Române (Premiul "George Enescu"). Majoritatea lucrărilor compozitoarei sunt publicate de Ricordi Verlag din München, Furore Edition din Kassel și Editura Muzicală din București.
Este fiica lui Radu Cârneci (poet, publicist și traducător) și sora Magdei Cârneci (poetă, critic de artă și publicistă). Este căsătorită cu violoncelistul Dan Cavassi, care i-a interpretat în primă audiție "REm - concertul pentru violoncel și orchestră","-embER (die Stille, ich)" pentru violoncel-solo și ansamblu, ș.a.

## Lucrări

### Muzică pentru voci soliste/ cor și instrumente/ orchestră
- Munte și Secol, text de Radu Cârneci, cantată pentru voci soliste, cor și orchestră(1979/80)
- Erinnerung (amintiri), text de Ion Vinea, 5 madrigale pentru cor a cappella (1980)
- Cântecul bradului, Cireș-cireș, texte de Radu Cârneci, 2 cântece pentru cor de copii (1980)
- The Mado-Songs, text de Magda Cârneci, pentru voce (alto) și 5 instrumente (1987)
- »...que des âmes«, text de Annie Cohen, pentru 6 voci de femei (1990/91)
- »...que des mots«, text de Annie Cohen, pentru voce (soprană/mezzo-soprană) și trio de coarde (1992)
- ei cred, text de Magda Cârneci, pentru alto și percuție (1992)
- Das Hohelied (Cântarea Cântărilor), text din Vechiul Testament, pentru cor de cameră, ansamblu instrumental și bandă (1995)
- Der Garten (Grădina), text din Vechiul Testament (Cântarea Cântărilor)(1996/97)
- Sprachrohr - de Sancta Maria, text de Hildegard von Bingen , pentru mezzo-soprană și ansamblu instrumental(1997)

### Muzică de scenă
- Giacometti - Spiel ja, Erotik ja, unruhig ja, Zerstörer ja, ja´´ (Giacometti - joc da, erotic da, neliniștit da, distrugător da, da), operă de cameră (1994/95; 1996 Bonn), versiune nouă, extinsă (2001, Zürich)

### Muzică instrumentală

#### Lucrări orchestrale
- REm, Concert pentru violoncel și orchestră (1996)
- OMENS - Ierburi, Pași, pentru clarinet și orchestră (2002)
- OMENS.Akyn pentru flaut-solo și orchestră de flaute (2007)